# Michelle Freeman
Michelle Freeman (ur. 5 maja 1969 w Saint Catherine) – jamajska lekkoatletka, płotkarka i sprinterka. Trzykrotna olimpijka (1992, 1996, 2000), w tym medalistka olimpijska z Atlanty.

## Sukcesy
- 3. miejsce w Finale Grand Prix IAAF (bieg na 100 m przez płotki, Turyn 1992)[1]
- brązowy medal mistrzostw świata (sztafeta 4 x 100 m, Stuttgart 1993)
- złoto igrzysk wspólnoty narodów (bieg na 100 m przez płotki, Victoria 1994)[2]
- brązowy medal igrzysk olimpijskich (sztafeta 4 × 100 m, Atlanta 1996), podczas tych zawodów Freeman była także szósta na 100 metrów przez płotki
- 2. miejsce podczas Finału Grand Prix (bieg na 100 m przez płotki, Mediolan 1996), Freeman była także 3. w klasyfikacji punktowej wszystkich konkurencji[1]
- złoto halowych mistrzostw świata (bieg na 60 m przez płotki, Paryż 1997)
- brązowy medal mistrzostw świata (bieg na 100 m przez płotki, Ateny 1997)
- 1. lokata na Finale Grand Prix IAAF (bieg na 100 m przez płotki, Fukuoka 1997)
- 1. lokata na Finale Grand Prix IAAF (bieg na 100 m przez płotki, Moskwa 1998)
- srebro halowych mistrzostw świata (bieg na 60 m przez płotki, Lizbona 2001)

## Rekordy życiowe
- bieg na 100 metrów przez płotki – 12,52 (1997 & 1998)
- bieg na 100 metrów – 11,16 (1993)
- bieg na 200 metrów – 22,87 (1992)
- bieg na 50 metrów przez płotki – 6,67 (2000) rekord Ameryki Północnej, 4. wynik w historii światowej lekkoatletyki[3]
- bieg na 60 metrów przez płotki – 7,74 (1998)